# 布伊卢森堡
布伊卢森堡（法語：Bouy-Luxembourg，法語發音：[bwi lyksɑ̃buʁ]）是法国奥布省的一个市镇，位于该省中部偏东，属于特鲁瓦区。

## 地理
布伊卢森堡（48°22'42"N, 4°15'26"E）面积12.04 平方千米，位于法国大東部大區奥布省，该省份为法国中北部省份，北起马恩省，西接塞纳-马恩省，西南至约讷省，东南至科多尔省，东临上马恩省。
与布伊卢森堡接壤的市镇（或旧市镇、城区）包括：阿桑西耶尔、吕耶尔、翁容、鲁伊-萨塞。

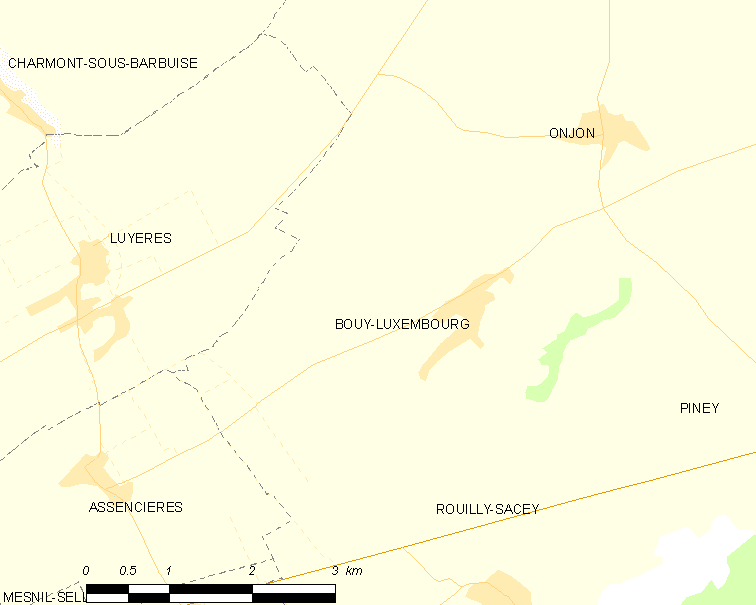
布伊卢森堡的OSM定位图

布伊卢森堡的时区为UTC+01:00、UTC+02:00（夏令时）。

## 行政
布伊卢森堡的邮政编码为10220，INSEE市镇编码为10056。

## 政治
布伊卢森堡所属的省级选区为布列讷堡县。

## 人口

1962-2008年间布伊卢森堡人口变化图示

布伊卢森堡于2022年1月1日时的人口数量为248人。